# Беделл, Адель Фрэнсис
Адель Фрэнсис Беделл (англ. Adele Frances Bedell; 1861—1957) — американская художница.

## Биография
Родилась 5 декабря 1861 года в городе Дана, округ Вустер, штат Массачусетс, в семье Daniel Eugene Bedell и его жены Elizabeth Frances Stone.
Обучалась в Cooper Union. В 1880-х годах переехала в Нью-Йорк и стала активным членом художественного сообщества города. В 1889 году в числе пяти художниц стала основателем Женского художественного клуба в Нью-Йорке. Адель Беделл была замужем за священником Генри Брауном (Henry Matthias Brown) с 1894 года. Вместе с двумя сыновьями — Филиппом и Рэндольфом они жили в Нью-Йорке до середины 1890-х годов.
За время своей карьеры художницы Адель выставлялась в Национальной академии дизайна и Пенсильванской академии изящных искусств. Писала преимущественно пейзажи, работала на пленэре. Была участницей ряда выставок, включая Всемирную выставку 1893 года в Чикаго, где представила свою работу «White City».
Умерла 24 апреля 1957 года.